# Andrew Triggs Hodge

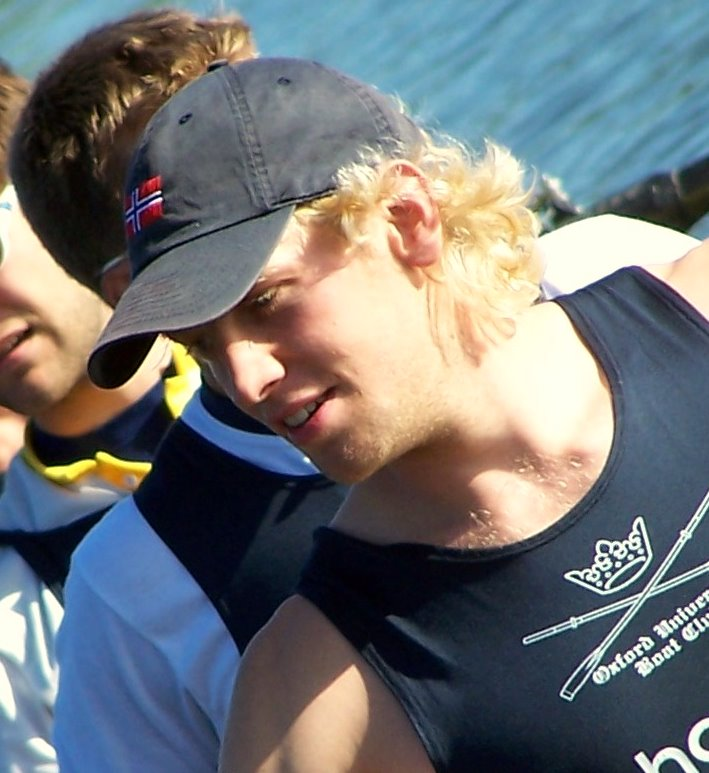
Triggs Hodge 2007

Andrew Triggs Hodge, OBE (* 3. März 1979 in Halton bei Aylesbury) ist ein ehemaliger britischer Ruderer, der 2008 und 2012 olympisches Gold im Vierer ohne Steuermann und 2016 im Achter gewann.

## Karriere
Triggs Hodge besuchte die Schule in Burnsall und später in Threshfield und war als Radsportler aktiv. Zum Rudersport fand er an der Staffordshire University, sein Master-Studium absolvierte er in Oxford. 2005 saß er für Oxford im siegreichen Boot beim Boat Race. 
2002 nahm Triggs Hodge erstmals an Ruder-Weltmeisterschaften teil und belegte mit dem britischen Achter den sechsten Platz. Im Jahr darauf gewann er mit dem Boot Weltmeisterschaftsbronze. Bei den Olympischen Spielen 2004 verpasste der britische Achter das A-Finale und belegte am Ende den neunten Platz. 
Nach dem Sieg beim Boat Race 2005 nahm Triggs Hodge mit seinem Oxforder Mannschaftskameraden Peter Reed an den Ausscheidungskämpfen der britischen Rudernationalmannschaft teil und gewann dieses Rennen, Reed und Triggs Hodge wiederholten diesen Sieg in den Jahren 2006 bis 2008. Der britische Cheftrainer Jürgen Gröbler setzte Reed und Triggs Hodge zusammen mit Alex Partridge und Steve Williams in den neuen britischen Vierer ohne, das Flaggschiff des britischen Ruderverbandes. Der Vierer blieb in 27 Rennen von 2005 bis zum Weltcup in Luzern 2007 ungeschlagen, gewann zwei Jahre lang alle Weltcuprennen und die Weltmeistertitel 2005 und 2006. Nach einem vierten Platz bei den Ruder-Weltmeisterschaften 2007 wurde für die Olympiasaison Partridge durch Tom James ersetzt. Das Boot konnte aber nach Verletzungsproblemen erst beim Weltcup in Poznań erstmals in der neuen Besetzung zusammen antreten und belegte dort den zweiten Platz. Bei den Olympischen Spielen 2008 in Peking lieferte sich der Vierer einen spannenden Kampf mit den Australiern und gewann am Ende knapp die Goldmedaille.
In den nächsten drei Jahren starteten Reed und Triggs Hodge im Zweier ohne Steuermann und gewannen bei den Ruder-Weltmeisterschaften 2009, 2010 und 2011 jeweils Silber hinter den Neuseeländern Hamish Bond und Eric Murray. 2012 kehrten die beiden in den Vierer ohne zurück: Bei den Olympischen Spielen 2012 gewannen der Vierer mit Alex Gregory, Peter Reed, Tom James und Andrew Triggs Hodge die Goldmedaille.
Ab 2013 saß er im britischen Achter. Bei den Ruder-Weltmeisterschaften in Chungju, Südkorea, gewannen sie Gold und besiegten somit den Deutschland-Achter. Dieser hatte von 2009 bis 2011 immer den Weltmeistertitel geholt und wurde 2012 außerdem Olympiasieger. In der Saison 2014 wechselte Triggs Hodge zurück in den ungesteuerten Vierer und gewann auch den Titel bei den Ruder-Weltmeisterschaften 2014 in Amsterdam. Nach einem Jahr Pause belegte Triggs Hodge zum Saisonauftakt 2016 mit dem britischen Achter hinter Deutschen und Russen den dritten Platz bei den Europameisterschaften in Brandenburg an der Havel. Im Finale der Olympischen Spiele 2016 gelang den Briten wie bei den drei Weltmeisterschaften seit 2013 ein Sieg vor dem Deutschland-Achter. Nach den Olympischen Spielen beendete er seine aktive Laufbahn.